# Salamandre maculée
Ne doit pas être confondu avec Salamandre tachetée.
Ambystoma maculatum
Espèce
Synonymes
- Salamandra punctata Lacépède, 1788
- Salamandra punctata Bonnaterre, 1789
- Salamandra palustris Bechstein, 1800
- Lacerta maculata Shaw, 1802
(protonyme)
- Salamandra venenosa Daudin, 1803
- Lacerta subviolacea Barton, 1804
- Ambystome argus Duméril, Bibron & Duméril, 1854
- Salamandra margaritifera Duméril, Bibron & Duméril, 1854

Statut de conservation UICN

 LC  : Préoccupation mineure
Ambystoma maculatum, la Salamandre maculée, est une espèce d'urodèles de la famille des Ambystomatidae.
Cette espèce est connue pour sa symbiose avec l'algue verte Oophila amblystomatis.

## Répartition
Cette espèce se rencontre, :
- dans le sud-est du Canada en Nouvelle-Écosse, en Nouveau-Brunswick,
- l'Île-du-Prince-Édouard, dans le sud du Québec et dans le sud de l'Ontario ;
- dans l'est des États-Unis au Maine, au New Hampshire, au Vermont, au Massachusetts, au Rhode Island, au Connecticut, dans l'État de New York, au New Jersey, en Pennsylvanie, au Delaware, au Maryland, en Virginie, en Virginie-Occidentale, en Caroline du Nord, en Caroline du Sud, en Géorgie, en Alabama, au Mississippi, au Tennessee, au Kentucky, en Ohio, en Indiana, au Michigan, au Wisconsin, en Illinois, au Missouri, en Arkansas, en Louisiane, dans l'est de l'Oklahoma et dans l'est du Texas.

## Habitat
On la trouve dans les mares et les étangs, dans les bois, sous les pierres et sous les bois morts.

## Description

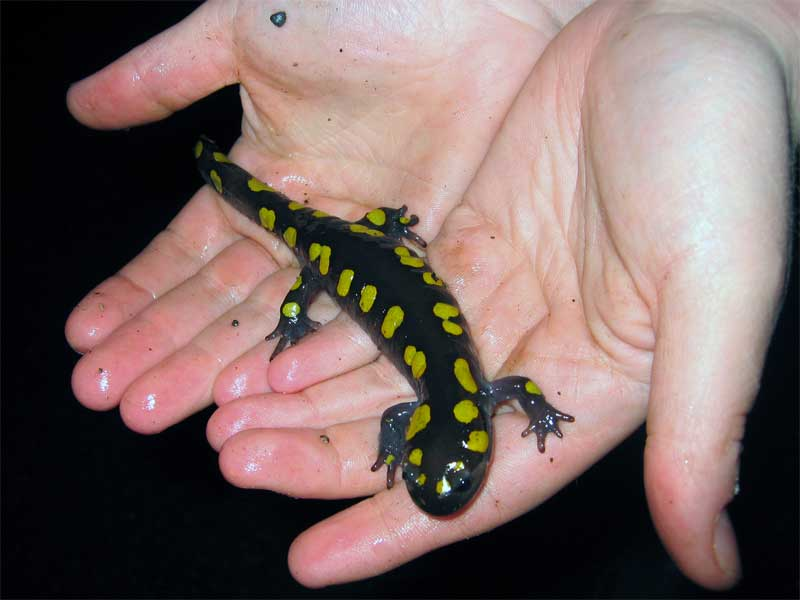
Ambystoma maculatum.

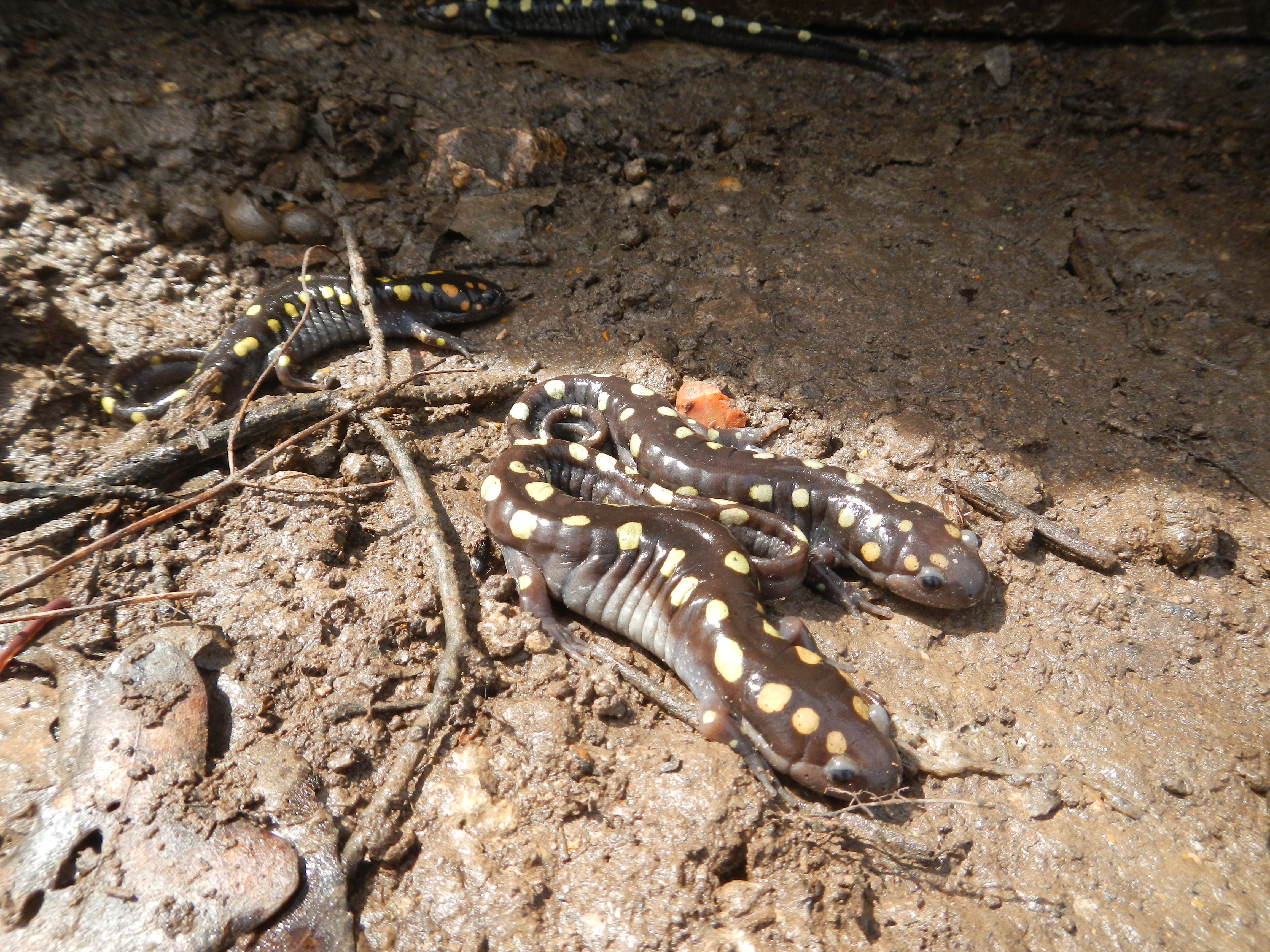
Ambystoma maculatum.

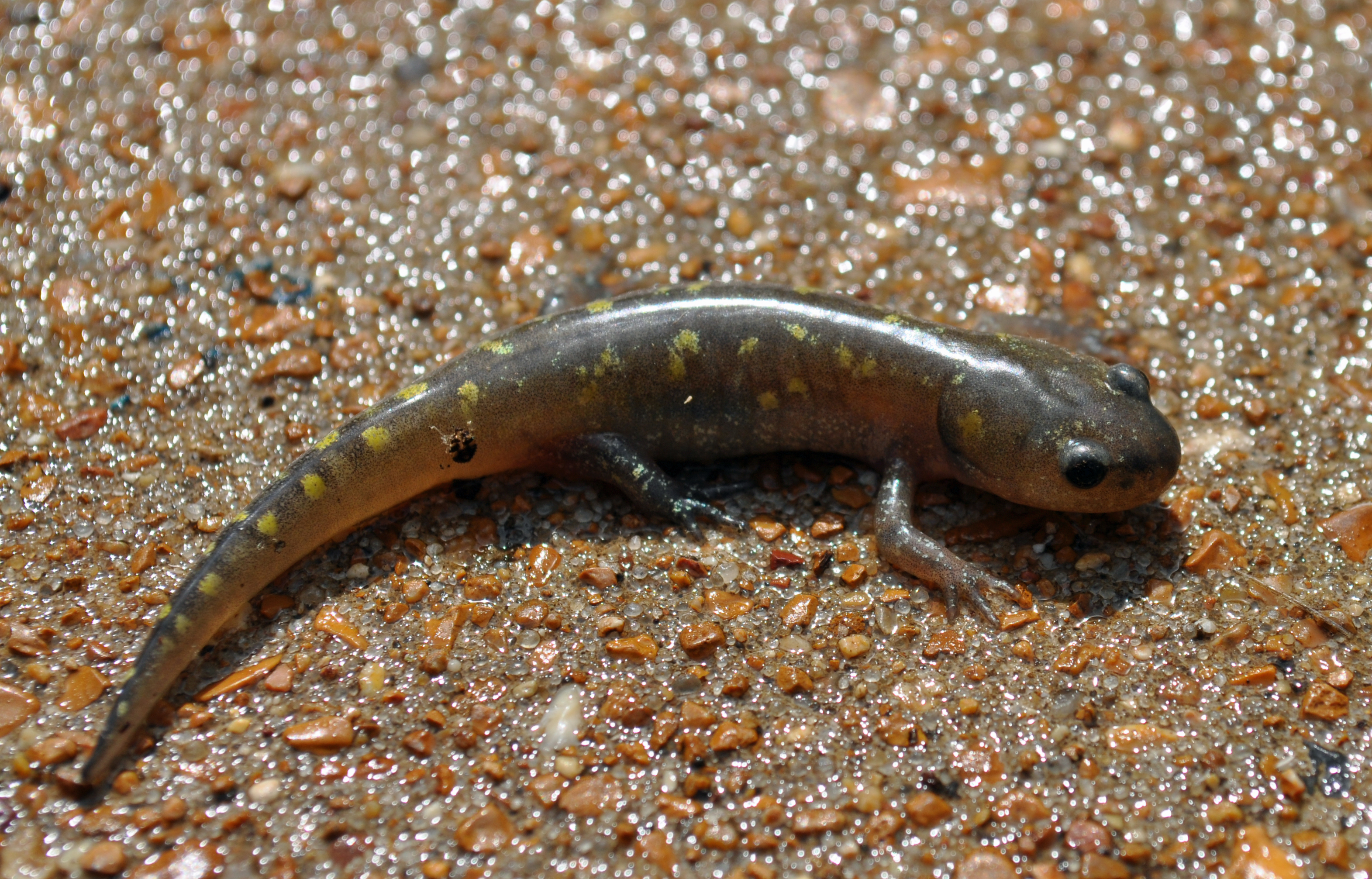
Ambystoma maculatum juvénile.

La longueur de son corps peut atteindre 25 cm. Ses œufs sont vert émeraude, couleur donnée par l'algue présente à la surface de l’œuf aussi bien que dans l'embryon. Son espérance de vie est de 22 à 25 ans en captivité avec un record de 32 ans.

## Photosynthèse animale
Cette espèce et une espèce d'algue verte ont fait l'objet d'une étude par une équipe dirigée par Ryan Kerney de l'université Dalhousie d'Halifax qui met en lumière une symbiose entre le monde végétal et le monde animal. En effet, l'algue verte Oophila amblystomatis colonise les embryons de salamandre et permet des échanges oxygène/azote qui contribuent à améliorer la croissance des embryons.
Cette symbiose entre le monde végétal et le monde animal, qui permet la photosynthèse à un animal, n'est pas unique. On la retrouve chez des vers plats (par exemple Symsagittifera roscoffensis avec l'algue Tetraselmis convolutae), tous les coraux tropicaux, des anémones de mer (par exemple Anemonia viridis avec une zooxanthelle), des éponges (par exemple l'éponge pierre Petrosia ficiformis), des limaces de mer (par exemple Elysia chlorotica avec Vaucheria litorea),... Ce qui rend unique l'endosymbiose de la salamandre maculée, c'est que cette dernière est un vertébré,,. Les vertébrés possèdent un système immunitaire qui élimine généralement tout corps étranger. Pour déjouer cette protection, Oophila amblystomatis s'introduit dans l'embryon de la salamandre maculée avant que le système immunitaire de celle-ci ne soit mis en place. Des traces d'Oophila amblystomatis ont été détectées dans le système reproducteur de la salamandre et dans les œufs à des stades très précoces.

## Taxonomie
Ambystoma maculatum Hallowell, 1858 "1857" nec Shaw, 1802 est un synonyme d'Ambystoma mavortium Baird, 1850.

## Publication originale
- Shaw, 1802 : General Zoology or Systematic Natural History, vol. 3, no 1, p. 1-312 (texte intégral).